# Rosenbergia humeralis
Rosenbergia humeralis är en skalbaggsart som beskrevs av Gilmour 1966. Rosenbergia humeralis ingår i släktet Rosenbergia och familjen långhorningar. Inga underarter finns listade i Catalogue of Life.